# Le Claire
Le Claire è una città della contea di Scott, nello stato dell'Iowa, Stati Uniti. Fa parte della più vasta area della Le Claire Township, che conta complessivamente 4 263 residenti.

## Geografia fisica
È situata lungo il fiume Mississippi e vicino alle Quad Cities dell'Illinois e dell'Iowa (un gruppo di cinque città confinanti - Davenport e Bettendorf, Iowa, e Rock Island, Moline e East Moline, Illinois) - che costituiscono il centro della Quad Cities Metropolitan Area.
Secondo lo United States Census Bureau, la superficie complessiva di La Claire è di 11.4 km².

## Origini del nome
La città prende il nome da Antoine LeClaire, commerciante di origine europea che originariamente era il proprietario del terreno su cui sorse poi la località.
Sebbene il nome ufficiale sia Le Claire spesso è indicata come LeClaire o anche LeClare.

## Società
Secondo lo United States Census Bureau, in base al censimento del 2000 la città contava 2 847 abitanti, passati a 3 765 nel 2010.